# ГЕС Сан-Педро
ГЕС Сан-Педро (ісп. PRESA SAN PEDRO)– гідроелектростанція на північному заході Іспанії. Розташована після ГЕС Сан-Естебан, становить нижній ступінь в каскаді на річці  Сіль (ліва притока найбільшої річки Галісії Мінью).
Для роботи станції на Сіль звели гравітаційну греблю висотою 31 метр та довжиною 104 метри, на спорудження якої пішла 51 тис м3 матеріалу. Ця споруда утворила невелике водосховище з площею поверхні 0,5 км2 та об'ємом від 0,3 до 5,7 млн м3 (в залежності від рівня води). Розташований неподалік від греблі машинний зал станції було обладнано двома турбінами номінальною потужністю по 16 МВт, як використовували напір у 16 метрів.
У 2010-х роках на тлі розвитку відновлюваної енергетики та зростання попиту на балансуючі потужності станцію підсилили другою чергою у складі однієї турбіни типу Каплан потужністю 23 МВт, яка працюватиме при напорі 17 метрів. Введення цього обладнання в експлуатацію відбулось у січні 2017 року.
Зв’язок з енергосистемою відбувається по ЛЕП, що працює під напругою 220 кВ.